# Heorta roseoalba
Heorta roseoalba är en fjärilsart som beskrevs av Walker 1858. Heorta roseoalba ingår i släktet Heorta och familjen tandspinnare. Inga underarter finns listade i Catalogue of Life.